# 葛坑镇
葛坑镇，是中华人民共和国福建省泉州市德化县下辖的一个乡镇级行政单位。

## 行政区划
葛坑镇下辖以下地区：
葛坑村、下玲村、湖头村、漈头村、邱村、水门村、大岭村、蓝田村、富地村、大正村、龙漈村和龙塔村。